# Трифаротен
Трифаротен — продаваемый под торговой маркой «Аклиф» является лекарственным средством для местного лечения угревой сыпи. Это ретиноид, в частности селективный γ-агонист рецептора ретиноевой кислоты четвёртого поколения (RAR).
Управление по санитарному надзору за качеством пищевых продуктов и медикаментов США (FDA) и Европейское агентство лекарственных средств (EMA) присвоили трифаротену статус орфанного лекарственного средства для лечения врождённого ихтиоза. Препарат был одобрен для медицинского применения в Соединённых Штатах в октябре 2019 года.

## Механизм действия
Агонист рецепторов ретиноидной кислоты клеточных ядер (англ. RAR). Несмотря на то, что трифаротен является ретиноидом, он не является родственным соединением витамину А. Он действует схожим образом, что позволяет ему эффективно действовать как ретиноид, но не имеет специфичных для соединений витамина А побочных действий.

## Показания к применению
Крем показан к применению пациентам в возрасте от 12 лет и старше для наружной терапии угревой сыпи — aкне — средней и тяжёлой степеней при наличии многочисленных комедонов, папул и пустул на лице и/или туловище. наружного применения. 
Не может использоваться как средство, восполняющее дефицит витамина А, т. к. не является витаминоподобным веществом.
В связи с тем, что является ретиноидом, запрещён во время беременности, однако прямого тератогенного эффекта не наблюдается.

Из-за сильного эффекта рекомендовано применять с увлажняющими средствами.